# José Bassa Casadesús
José Bassa Casadesús   (Barcelona, 5 de març de 1889 - Barcelona, novembre 1964) fou un músic espanyol.
Professor de contrabaix al Conservatori Municipal de Música de Barcelona, també va ingressar a l'orquestra municipal de Barcelona des de finals del 1943. El 1944 era el tercer contrabaix d'aquesta orquestra.